# مرادیموو (شهرستان بورزیانسکی، باشقیرستان)
مرادیموو (انگلیسی: Muradymovo, Burzyansky District, Republic of Bashkortostan) یک شهرک در شهرستان بورزیانسکی باشقیرستان کشور روسیه است.